# Mistrovství Evropy v zápasu řecko-římském 1934
Mistrovství Evropy v zápasu řecko-římském 1934 se konalo v Římě, Italské království.

## Výsledky

### Muži
| Kategorie | Zlato              | Stříbro         | Bronz             |
| --------- | ------------------ | --------------- | ----------------- |
| 56 kg     | Herman Tuvesson    | Ödön Zombori    | Ion Horvath       |
| 61 kg     | Kustaa Pihlajamäki | Ferenc Tóth     | Giovanni Gozzi    |
| 66 kg     | Aarne Reini        | Abraham Kurland | Einar Karlsson    |
| 72 kg     | Gunnar Glans       | Mikko Nordling  | Ercole Gallegati  |
| 79 kg     | Ivar Johansson     | Ago Neo         | László Papp       |
| 87 kg     | Edvīns Bietags     | Erich Siebert   | František Mráček  |
| +87 kg    | Kurt Hornfischer   | Rudolf Svensson | Alberts Zvejnieks |